# Сушкевич Корнило
Корнило Сушкевич (1840, Львів, Австрійська імперія — 1885, Львів, Австро-Угорщина) — український, галицький громадсько-культурний діяч, один з керівників народовців, за фахом правник. Доктор права.

## Життєпис
Співзасновник товариства «Просвіта» (заступник першого голови; під час установчих зборів — один з 2-х секретарів разом з Володимиром Ганкевичем), Товариства імені Шевченка (його перший голова (1874—1885), Руського Педагогічного Товариства (1881).
1867 року власним коштом видав два тома «Поезії» Тараса Шевченка. 
Мешкав у Львові у власній кам'яниці на вулиці Оссолінських (нині — вулиця Стефаника, 9).
Похований на Личаківському цвинтарі (поле № 27).